# Klubi Futbollit Erzeni
El Klubi Futbol Erzeni es un Equipo/ Club de Fútbol de la Ciudad Albanesa  de Shijak. Juega en la Kategoria e Dytë. 

## Entrenadores
- Agim Murati (1998-2000)
- Saimir Dauti (2000–2001)
- Tiziano Gori (2001)
- Xhokhi Puka (2001–2002)
- Derviš Hadžiosmanović (2002)
- Petrit Haxhia (2003)
- Derviš Hadžiosmanović (2004–2005)
- Stavri Nica (Agosto 2005 — Diciembre 2015)
- Dorjan Bubeqi (2016—2018)[1][2]
- Nevil Dede (enero 2018)[3][4][5]
- Gentian Stojku (2018—2019)
- Gentian Begeja (2019)
- Vladimir Gjoni (2019)[6]
- Nevil Dede (2021—2022)[7]
- Xhevair Kapllani (2022—2023)
- Alfred Deliallisi (Mayo 2023 — Febrero  2024)
- Skerdi Bejzade (Febrero 2024 — Marzo 2024)
- Alfred Deliallisi (Marzo 2024 —  )